# Csenke
Csenke (szlovákul Čenkovce) község  Szlovákiában, a Nagyszombati kerületben, a Dunaszerdahelyi járásban. A községhez tartozik Vajasvata (szlovákul Maslovce) és Csörgepuszta (szlovákul Čerga).

## Fekvése
A Csallóközben, Somorjától 13 km-re északkeletre fekszik. A községtől 1,5 km-re délkeletre található Vajasvata (Maslovce), s kissé távolabb a néhány lakóházból álló Csörgepuszta major (Čerga).

## Története
A falu a feltételezések szerint a 12. században keletkezhetett, neve a régi török eredetű Csenke személynévből keletkezett.
1240-ben Chenekel néven abban az oklevélben említik először, melyben IV. Béla király a falut a Csenkey családnak adományozza. A család a 19. század elejéig a falu birtokosa is maradt. Később a Pálffy, az Eszterházy és a Zichy család szerzett nagyobb birtokokat a községben.
Vályi András szerint "CSENKE. Magyar falu Poson Vármegyében, birtokosai külömbféle Nemes Urak, lakosai katolikusok, fekszik északra Kis Magyarinak szomszédságában, délre Vajas Vatta, és Olgya mellett, határja középszerű, erdője már ritka, legelője szűk, második Osztálybéli."
Fényes Elek szerint "Csenke, magyar falu, Pozson vgyében, Nagy-Magyarhoz 1 fertálynyira, 178 kath. lak. F. u. Csenkei család."
A trianoni békeszerződésig Pozsony vármegye Somorjai járásához tartozott.
1960-ban Nagymagyarral és Vajasvatával közigazgatásilag Zlaté Klasy néven egyesítették. Az 1992-ben megrendezett községi népszavazás eredményeként 1993. január 1-e óta újra önálló település. Vajasvata, szintén népszavazás által 2007-ben csatlakozott a községhez, s vált településrészévé. A csatlakozás tiszteletére módosították Csenke község címerét, melynek felső részében, a vörös háttérben ábrázolt agancs Vajasvatát jelképezi.

## Népessége
| Év:            | 1994. | 2004.   | 2014.    | 2024.   |
| -------------- | ----- | ------- | -------- | ------- |
| Emberek száma: | 855   | 821     | 1066     | 1095    |
| Eltérés:       |       | -3,97 % | +29,84 % | +2,72 % |

| Év:            | 2023. | 2024.   |
| -------------- | ----- | ------- |
| Emberek száma: | 1097  | 1095    |
| Eltérés:       |       | -0,18 % |

1634-ben 20 házában 110 lakos élt.
1828-ban 22 házában 178 lakos élt.
1880-ban 301 lakosából 281 magyar és 3 szlovák anyanyelvű volt. Vajasvata 160 lakosából 152 magyar és 1 szlovák anyanyelvű volt.
1890-ben 330 lakosa mind magyar anyanyelvű volt. Vajasvata 155 lakosából 144 magyar, 9 német és 2 szlovák anyanyelvű volt, ebből 146 római katolikus, 8 izraelita és 1 evangélikus vallású.
1900-ban 314 lakosából 313 magyar és 1 szlovák anyanyelvű volt. Vajasvata 165 lakosából 150 magyar, 13 német és 1-1 szlovák és szerb anyanyelvű volt.
1910-ben 332 lakosa mind magyar anyanyelvű volt. Vajasvata 153 lakosa mind magyar anyanyelvű volt.
1921-ben 401 lakosából 377 magyar, 20 csehszlovák, 1 német és 3 állampolgárság nélküli volt. Vajasvata 175 lakosa mind magyar volt.
1930-ban 362 lakosából 318 magyar, 38 csehszlovák és 6 zsidó volt, ebből 351 római katolikus, 10 izraelita és 1 evangélikus vallású. Vajasvata 199 lakosából 184 magyar, 13 csehszlovák és 2 állampolgárság nélküli volt.
1941-ben 373 lakosából 372 magyar és 1 német volt. Vajasvata 188 lakosa mind magyar volt.
1970-ben Nagymagyar 3076 lakosából 2717 magyar és 349 szlovák volt. (Csenkével és Vajasvatával együtt)
1980-ban Nagymagyar 3644 lakosából 3177 magyar és 426 szlovák volt. (Csenkével és Vajasvatával együtt)
1991-ben Nagymagyar 3723 lakosából 3148 magyar és 448 szlovák volt. (Csenkével és Vajasvatával együtt)
2001-ben 814 lakosából 740 magyar és 67 szlovák volt.
2011-ben 1091 lakosából 861 magyar és 198 szlovák volt.
2021-ben 1092 lakosából 838 (+33) magyar, 208 (+27) szlovák, 7 egyéb és 39 ismeretlen nemzetiségű volt.

## Neves személyek
- Itt született 1949-ben Kvarda József kulturológus, szociológus, politikus, parlamenti képviselő

## Nevezetessége
- Az első világháború csenkei hősi halottainak emlékműve.

## Oktatásügy
Magyar tannyelvű általános iskolájának csak alsó tagozata működik, melynek a 2008/2009-es tanévben mindössze 23 tanulója volt. A felső tagozatos tanulók a nagymagyari általános iskolát látogatják.

## Társadalmi szervezetek
- A Csemadok helyi alapszervezete
- A csenkei és a vajasvatai önkéntes tűzoltók
- Nyugdíjasklub
- Cserkészcsapat